# Natuurtekortsyndroom
Natuurtekortsyndroom (Engels: Nature-Deficit Disorder) is een verzamelnaam voor fysiologische en psychologische problemen die zouden ontstaan door een gebrek aan contact met de natuur. De term werd bedacht door de journalist Richard Louv om met name kinderen te beschrijven. Een gebrek aan een gezonde band met de natuur zou leiden tot angst, depressies of aandachtstekortstoornissen (ADHD), of deze symptomen versterken.
Uit de psychologie is bekend dat het doorbrengen van tijd in de natuur kan helpen tegen stress, depressie en psychische stoornissen. Daarnaast kan het een positief effect hebben op de aandachtsboog, het kortetermijngeheugen en de creativiteit.